# Аймо Гайльманн
Аймо Гайльманн (нім. Aimo Heilmann, 22 жовтня 1974) — німецький плавець.
бронзовий призер Олімпійських Ігор 1996 року в естафеті 4x200 м вільним стилем. Чемпіон світу з плавання на короткій воді 1997 року в естафеті 4x100 м вільним стилем.